# Cerneatka, Berșad
Cerneatka (în ucraineană Чернятка) este localitatea de reședință a comunei Cerneatka din raionul Berșad, regiunea Vinnița, Ucraina.

## Demografie
Componența lingvistică a localității Cerneatka
     Ucraineană (98,64%)
     Alte limbi (0,93%)
Conform recensământului din 2001, majoritatea populației localității Cerneatka era vorbitoare de ucraineană (98,64%), existând în minoritate și vorbitori de alte limbi.